# 981
Évszázadok: 9. század – 10. század – 11. század
Évtizedek: 930-as évek – 940-es évek – 950-es évek – 960-as évek – 970-es évek – 980-as évek – 990-es évek – 1000-es évek – 1010-es évek – 1020-as évek – 1030-as évek
Évek: 976 – 977 – 978 – 979 –  980 – 981 – 982 – 983 – 984 – 985 – 986

## Események
- Muajjid ad-Daula hamadáni, rajji és gurgáni emír elfoglalja Tabarisztánt, a lázadó öccsének, Fahrnak menedéket adó Zijáridák emírségét. Kábúsz ibn Vusgmír és Fahr ad-Daula a Számánidáknál keres segítséget.